# Peter Rennert
Peter Rennert (Great Neck (New York), 26 december 1958) is een Amerikaans voormalig tennisser.
Rennert is een tijd- en studiegenoot van John McEnroe. Beiden kregen hun opleiding aan de Port Washington tennisacademie op Long Island en studeerden nadien aan de Stanford-universiteit, waar Rennert in 1980 een graad in de psychologie behaalde. Hij was er ook lid van het tennisteam, en in 1980 verliezend finalist van de NCAA-kampioenschappen, tegen Robert Van't Hof. Later zouden Rennert en McEnroe regelmatig dubbelspel spelen. Rennert behaalde overigens zijn beste resultaten als dubbelspeler; samen met John McEnroe won hij twee toernooien in 1982. Verder verloor hij vier finales, waarvan ook drie aan de zijde van McEnroe.
Zijn beste resultaat in de Grandslamtoernooien was een kwartfinaleplaats in het enkelspel op het Australian Open in 1979 en 1980. In het dubbelspel bereikte hij de halve finale van de Australian Open in 1982 en de kwartfinale van de US Open in 1982.
In 1986 was hij getuige (best man) bij het huwelijk van John McEnroe met Tatum O'Neal.
Sedert 2001 werkt hij aan een privéschool in Easton (Connecticut).

## Dubbeltitels
| Nr. | Datum | Toernooi              | Ondergrond | Partner      | Verliezend finalisten       | Uitslag  |
| 1.  | 1982  | Londen (Queen's Club) | Gras       | John McEnroe | Victor Amaya Hank Pfister   | 7-6, 7-5 |
| 2.  | 1982  | Sydney (indoor)       | Hard       | John McEnroe | Steve Denton Mark Edmondson | 6-3, 7-6 |

## Prestatietabel
| Legenda | Legenda                          |
| ------- | -------------------------------- |
| g.t.    | geen toernooi gehouden           |
| l.c.    | lagere categorie                 |
| –       | niet deelgenomen                 |
| G       | uitgeschakeld in de groepsfase   |
| 1R      | uitgeschakeld in de eerste ronde |
| 2R      | uitgeschakeld in de tweede ronde |
| 3R      | uitgeschakeld in de derde ronde  |
| 4R      | uitgeschakeld in de vierde ronde |
| KF      | uitgeschakeld in de kwartfinale  |
| HF      | uitgeschakeld in de halve finale |
| F       | de finale verloren               |
| W       | het toernooi gewonnen            |
| w-v     | winst/verlies-balans             |

### Prestatietabel grand slam, enkelspel
| Toernooi        | 1979 | 1980 | 1981 | 1982 |
| --------------- | ---- | ---- | ---- | ---- |
| Australian Open | KF   | KF   | 3R   | 3R   |
| Roland Garros   | –    | –    | –    | –    |
| Wimbledon       | –    | 1R   | 1R   | 3R   |
| US Open         | 1R   | 2R   | –    | 1R   |

### Prestatietabel grand slam, dubbelspel
| Toernooi        | 1975 | 1976 | 1977 | 1977 | 1978 | 1979 | 1980 | 1981 | 1982 | 1983 | 1984 |
| --------------- | ---- | ---- | ---- | ---- | ---- | ---- | ---- | ---- | ---- | ---- | ---- |
| Australian Open | –    | –    | –    | –    | –    | 3R   | 2R   | 3R   | HF   | –    | 2R   |
| Roland Garros   | –    | –    | –    | –    | –    | –    | –    | –    | –    | –    | –    |
| Wimbledon       | –    | –    | –    | –    | –    | –    | 1R   | 1R   | 2R   | 1R   | –    |
| US Open         | 1R   | 1R   | 1R   | 1R   | 2R   | 3R   | 1R   | –    | KF   | 1R   | 3R   |